# Veðrfölnir

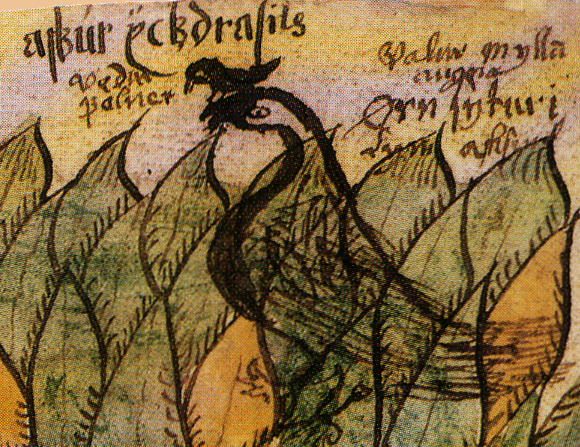
Il·lustració del d'un manuscrit islandés mostrant un falcó, Veðrfölnir, sobre una àguila a la copa de l'arbre Yggdrasil.

A la mitologia nòrdica, Veðrfölnir (Nòrdic antic «tempesta pàl·lida» o «el que va ser blanquejat pel clima»), és un falcó assegut entre els ulls d'una àguila sense nom que roman a la copa de l'Arbre del Món, Yggdrasil. Veðrfölnir també és conegut en la seva forma anglesa com Vedfolnir o Vethrfolnir.
L'àguila sense nom s'esmenta a l'Edda poètica, recollida en diverses fonts entre escrits tradicionals i primaris durant el Segle XIII, i a l'Edda prosaica escrita al Segle XIII per Snorri Sturluson. A ambdues, l'esquirol Ratatösk corre amunt i avall amb els seus missatges, entre l'àguila sense nom i Níðhöggr, el drac que resideix sota l'Arbre del Món. Els investigadors segueixen teoritzant sobre el paper d'ambdues aus.

## Eddas

Veðrfölnir està assegut sobre l'àguila amb Ratatosk a prop (extrem superior dret), mentrestant Odin es sacrifica a si mateix sobre l'arbre Yggdrasil (centre.) Il·lustració de Lorenz Frølich (1895).

Al poema Grímnismál de l'Edda poètica, el déu Odin (disfressat com Grímnir) diu:
| Traducció de Benjamin Thorpe: Ratatosk és el nom de l'esquirol, que corre A les cendres d'Yggdrasil; Des de dalt les paraules de l'àguila ha de prendre, I a sota repetir a Nidhogg. | Traducció de Henry Adams Bellows: Ratatosk és l'esquirol que d'allà correrà De l'arbre de les cendres Yggdrasil; Des de dalt porta les paraules de l'àguila, I les recita a Nithhogg a baix. |  |

L'àguila se cita al capítol 16 del llibre Gylfaginning de la Edda prosaica encara en companyia de Veðrfölnir. En el capítol, Gangleri (descrit Com el rei Gylfi disfressat) qüestiona sobre la figura del tron i els fets rellevants sobre Yggdrasil:
Hi ha molt per dir. Una àguila està asseguda al cim de les cendres (Yggdrasil), i té coneixement sobre moltes coses. Entre els seus ulls s'asseu el falcó anomenat Veðrfölnir [...]. L'esquirol Ratatosk corre amunt i avall de l'Arbre. Reparteix xafarderies i calúmnies, provocant a l'àguila i a Nidhogg.

## Teories
John Lindow apunta que Snorri no explica per què un falcó hauria de seure entre els ulls de l'àguila i quin paper pot jugar-hi. Lindow teoritza que «presumiblement el falcó està associat amb els desitjos de l'àguila» i que «Potser com els corbs d'Odin, vola per aconseguir i portar coneixement».
Hilda Ellis Davidson específica que el concepte de l'àguila a la copa i el drac o (segons quines interpretacions) la serp entre les arrels de l'arbre té cert paral·lelisme en altres cosmologies d'Àsia, i que la cosmologia nòrdica podria haver rebut influències d'alguna ruta des del nord. D'altra banda, Davidson afegeix que està comprovada l'adoració de les deïtats en clars del bosc entre els pobles germànics i que un déu celestial estava particularment connectat amb el roure i per tant «l'arbre era el símbol central i natural per a ells ».